# Fabian Lustenberger
Fabian Lustenberger, né le 2 mai 1988 à Wolhusen en Suisse, était un footballeur international suisse qui a joué au BSC Young Boys au poste de défenseur.
Il n'a pas de parenté avec le défenseur Claudio Lustenberger, ni avec Samuel Lustenberger[réf. souhaitée].

## Biographie

### Carrière en club

#### FC Lucerne (2005-2007)
Lustenberger commence sa jeune carrière au FC Lucerne.

#### Allemagne - Hertha Berlin (2007-2019)
Puis il décide de faire le saut à l'étranger par l'intermédiaire du club allemand du Hertha Berlin en 2007.
Durant la saison 2009-2010, son club descend en 2. Bundesliga. Fidèle, Lustenberger choisit de rester et aide son club à remonter la saison suivante.
En septembre 2015, il marque un but, une splendide volée victorieuse et décisive dans le temps additionnel de la première période face à Stuttgart (2-1).

#### BSC Young Boys (2019-2024)
En fin de contrat à l'été 2019, Fabian Lustenberger s'engage au BSC Young Boys pour un contrat de trois ans. L'annonce est faite dès le 28 janvier 2019.
Novembre 2019, il doit se faire opérer de la cuisse après avoir reçu un coup à la cuisse gauche lors du match d'Europa League contre le FC Porto (1-2).
En avril 2022, il est victime d'une blessure musculaire à la cuisse droite lors d'un match contre le FC Bâle et il sera absent 2 à 3 semaines.
Il remporte 4 Championnats de Suisse : 2019-2020, 2020-2021, 2022-2023 et 2023-2024 et remporte 2 fois la Coupe de suisse : 2019-2020 et 2022-2023.
Il prolonge d'un son contrat avec YB, jusqu'en juin 2024,.
Il annonce mettre un terme à sa carrière en mars 2024 mais restera au sein au Young Boys dans une fonction encore à définir. 

### Carrière internationale
Fabian Lustenberger participe à l'Euro espoirs au Danemark avec la sélection suisse en 2011. Lustenberger fait figure de titulaire indiscutable au milieu de terrain et est un des leaders de l'équipe grâce à son expérience tout comme Yann Sommer. Il dispute toutes les rencontres lors de cet Euro en tant que titulaire et aide son équipe à atteindre la finale face à l'Espagne, sans avoir encaissé de buts.
Le sélectionneur national, Ottmar Hitzfeld appelle Lustenberger en vue du match de qualification à la Coupe du monde 2010 face à la Lettonie, à la suite du forfait de Almen Abdi. Cette convocation est donc sa première en équipe nationale suisse A, tout comme pour Marco Wölfli, gardien de but de Young Boys. Le milieu de terrain lucernois ne foule toutefois pas les terrains et n’est même pas remplaçant.
Lustenberger est appelé par le sélectionneur national Ottmar Hitzfeld une deuxième fois lors du match amical face au Liechtenstein, à la suite de ses bonnes performances avec l'équipe espoir du pays. Il fait partie des quatre néophytes appelés par Hitzfeld, avec Beg Ferati, Timm Klose et Gaetano Berardi. À nouveau Lustenberger ne foule pas les terrains.
Devenu défenseur central et capitaine du Hertha Berlin, il est convoqué une troisième fois en prévision du match amical face à la Corée du Sud en novembre 2013. Il fait alors ses débuts sous les couleurs suisses aux côtés de Philippe Senderos.

## Palmarès

### En club
- Hertha Berlin
  - 2. Bundesliga (2)
    - Vainqueur : 2011 et 2013.
- Young Boys
  - Championnat de Suisse (4)
    - Vainqueur : 2019-2020, 2020-2021, 2022-2023 et 2023-2024

  - Coupe de Suisse (2)
    - Vainqueur : 2019-2020 et 2022-2023

### En sélection
- Suisse espoirs
  - Championnat d'Europe espoirs
    - Finaliste : 2011